# Classe S et T
Pour les autres classes de navires du même nom, voir classe S et classe T.
La Classe S et T est une série de 16 destroyers construite pour la Royal Navy et lancée entre 1942 et 1943. Elle a servi durant la Seconde Guerre mondiale.

## Les bâtiments

### Les destroyers du groupe S
Ne doit pas être confondu avec Classe S (1931).
| Pennant number | Nom          | Lancement         | Service effectif | Chantier naval                                       | Fin de carrière                                                                  | Photo |
| -------------- | ------------ | ----------------- | ---------------- | ---------------------------------------------------- | -------------------------------------------------------------------------------- | ----- |
| G12            | HMS Saumarez | 20 novembre 1942  | 1er juillet 1943 | Hawthorn Leslie & Company Hebburn                    | vendu pour démolition en septembre 1950                                          |       |
| G20            | HMS Savage   | 24 septembre 1942 | 8 juin 1943      | Hawthorn Leslie & Company Hebburn                    | vendu pour démolition en avril 1962                                              |       |
| G72            | HMS Scorpion | 26 août 1942      | 11 mai 1943      | Cammell Laird Birkenhead                             | vendu en octobre 1945 à la Marine royale néerlandaise, rebaptisé HNLMS Kortenaar |       |
| G01            | HMS Scourge  | 8 décembre 1942   | 14 juillet 1943  | Cammell Laird Birkenhead                             | vendu en février 1946 à la Marine royale néerlandaise, rebaptisé HNLMS Evertsen  |       |
| G94            | HMS Serapis  | 25 mars 1943      | 23 décembre 1943 | Cammell Laird Birkenhead                             | vendu en octobre 1945 à la Marine royale néerlandaise, rebaptisé HNLMS Piet Hein |       |
| G03            | HMS Shark    | 1er juin 1943     | 18 mars 1944     | Scotts Shipbuilding and Engineering Company Greenock | vendu en mars 1944 à la Marine royale norvégienne, rebaptisé HNoMS Svenner       |       |
| G26            | HMS Success  | 3 avril 1943      | 6 septembre 1943 | J. Samuel White Cowes                                | vendu en avril 1943 à la Marine royale norvégienne, rebaptisé HNoMS Stord        |       |
| G46            | HMS Swift    | 15 juin 1943      | 6 décembre 1943  | J. Samuel White Cowes                                | coulé le 24 juin 1944                                                            |       |

### Les destroyers du groupe T
Ne doit pas être confondu avec Classe T (sous-marin).
| Pennant number | Nom             | Lancement         | Service effectif  | Chantier naval                       | Fin de carrière                        | Photo |
| -------------- | --------------- | ----------------- | ----------------- | ------------------------------------ | -------------------------------------- | ----- |
| R23            | HMS Teazer      | 7 janvier 1943    | 13 septembre 1943 | Cammell Laird Birkenhead             | vendu pour démolition en août 1965     |       |
| R45            | HMS Tenacious   | 24 mars 1943      | 3 octobre 1943    | Cammell Laird Birkenhead             | vendu pour démolition en juin 1965     |       |
| R89            | HMS Termagant   | 22 mars 1943      | 18 octobre 1943   | William Denny and Brothers Dumbarton | vendu pour démolition en novembre 1965 |       |
| R33            | HMS Terpsichore | 17 juin 1943      | 20 janvier 1944   | William Denny and Brothers Dumbarton | vendu pour démolition en mai 1966      |       |
| R00            | HMS Troubridge  | 23 septembre 1942 | 8 mars 1943       | John Brown & Company Clydebank       | vendu pour démolition en février 1970  |       |
| R11            | HMS Tumult      | 9 novembre 1942   | 2 avril 1943      | John Brown & Company Clydebank       | vendu pour démolition en octobre 1965  |       |
| R56            | HMS Tuscan      | 28 mai 1942       | 11 mars 1943      | Swan Hunter Wallsend                 | vendu pour démolition en mai 1966      |       |
| R67            | HMS Tyrian      | 27 juillet 1942   | 8 avril 1943      | Swan Hunter Wallsend                 | vendu pour démolition en mars 1965     |       |